# シラチャ神社
1. ・ 鳥居、社殿、拝殿、手水の写真
2. ・ お神輿の写真
3. ・ 神職、巫女の写真
4. ・ パレードの写真
5. ・ シラチャ日本祭の写真
6. ・ 御朱印の写真
7. ・ 曜日の色のお守り全色の写真

シラチャ神社（しらちゃじんじゃ、真楽茶神社/タイ語:ศาลเจ้าชินโตศรีราชา/英語:sriracha shinto shrine）は、タイ王国チョンブリー県シーラーチャー郡（シラチャ）にある神社。2022年に落成した。漢字を宛てた真楽茶神社の表記も使用される。
現地メディアによると、シラチャ神社はタイで2番目に建立された神社であるという。

## 沿革
シラチャ神社の在所するシーラーチャー郡は1990年以前は漁村であり、建物や人口も少なかったが、1990年代以降は周辺工業地帯における日本企業進出によって日本人街が形成された。外務省の統計によると、2022年10月時点で6,230人の日本人が居住の届出を出している。
シラチャ神社が建立されることになったきっかけは、毎年シーラーチャーで開催されているチョンブリ・ラヨーン日本人会主催の「シラチャ日本祭り」でお神輿をしたいという思いによるもので、本物の神輿渡御をシーラーチャーで実施するには御祭神を奉る神社の建立が欠かせず、シラチャ神社建立に至ったという。
シラチャ神社の造営資金については、現地で運送業を経営する日本人の男性と同企業の出資により全額が賄われた。
2022年4月には日本から神職を招き、竣工式が行われた。2022年7月の遷座式には、シーラーチャー市長、シーラーチャー郡長、労働副大臣、警察署・観光庁の代表者などが招かれた。2023年の正月には、バンコクから6000人以上の日本人が参拝に訪れた。
シーラーチャーには将来的には大きな鳥居が建設され、新たなランドマークとなる予定であるという。

## 祭神
シラチャ神社では、主祭神として「天照大御神」を、配神として「宇迦之御魂神」を奉っている。

## 建築
シラチャ神社は日本人技術者によって建立された。建築資材は全て日本から輸入したものを利用しているという。主な建築には、本殿、拝殿、鳥居、手水舎がある。神社の入口には島根県飯南町で結われた長さ3.8メートル、太さ60センチメートル、重さ130キログラムの巨大な注連縄が下げられている。

## 参拝・見学
シラチャ神社は日本人や外国人の参拝や見学を広く受け入れている。参拝方法は一般的な日本の神社と同様で、手水で身を清めた後、二拝二拍手一拝で拝む。手水や柏手の作法については、日本語・タイ語・英語で説明書きがある。本殿では記念撮影用の法被の無料貸し出しなどがあるほか、御朱印帳、木札、生誕曜日の色に合わせたお守りなどが販売されている。シラチャ神社では絵馬の代わりに魚の人形(くくり魚)に願いを書いて奉納する。境内にはお神輿が展示されている。

## 行事
2022年のシラチャ日本祭りでは、シラチャ神社の神輿2基に御霊入れの儀式が行われた。2023年6月には神前結婚式も挙行された。毎年4月に行われるチョンブリー県のパレードでは日本人の有志やシラチャ郡に属する地元民と共に御神輿を担いで参加しているという。

## 巫女
2023年、現地メディアにより、シラチャ神社でタイ人女性の巫女の求人が報じられた。

## 役割
祭事の際に神職を務める女性によると、どこにでも神社のある日本と違い、タイではそのような場所は貴重な存在であるという。在タイ日本人の参拝客は、日本にあまり帰れなかったり、出産や七五三などの節目の行事を大切にしたかったり、日本人らしさを大切にできる拠り所を求めて訪れているのではないかとしている。

## 住所等
- 所在地： 106/10 Surasak Sa-Nguwan Road T.Sriracha A, Si Racha, Chon Buri 20110
- 営業時間: 07:30～17:00

## その他
- 2024年、タイ公共放送が毎週放送する日本を紹介する30分番組「ドゥー入る」でシラチャ神社が紹介された[16][17]。。